# José Guadalupe Posada

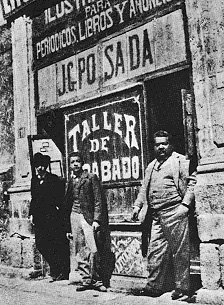
Die Werkstatt, José Guadalupe Posada ist der Mann rechts außen

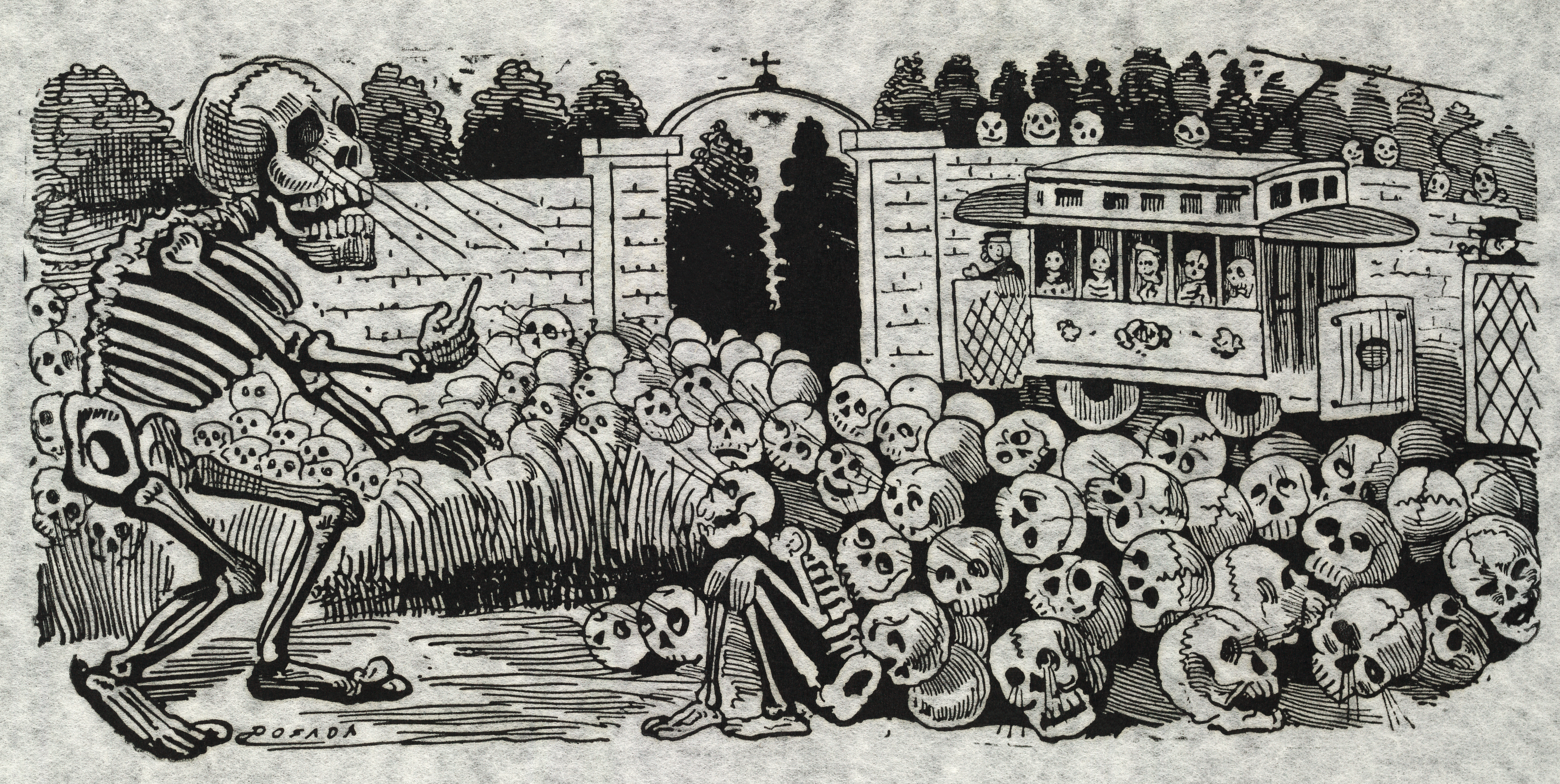
Gran Panteón de Calaveras, Holzschnitt, um 1900–1913

José Guadalupe Posada (* 2. Februar 1854 in Aguascalientes; † 20. Januar 1913 in Mexiko-Stadt) war ein mexikanischer Kupferstecher und Karikaturist, der insbesondere durch die Schöpfung der Figur „La Catrina“ posthum internationale Bekanntheit erlangte.

## Leben
José Guadalupe Posada Aguilar wurde am 2. Februar 1854 in der zentralmexikanischen Stadt Aguascalientes geboren. Er begann seine künstlerische Laufbahn als Helfer in einer Keramikwerkstätte und als Zeichner religiöser Bilder. 1866 lernte er in der Werkstatt von Trinidad Pedroza die Kunst der Lithographie und arbeitete ab 1871 für die Lokalzeitung El Jicote. Einige Jahre später begann er in Mexiko-Stadt für das Verlagshaus von Antonio Vanegas Arroyo als fest angestellter Illustrator von rund 15.000 Zinkätzungen, Blei- und Eisenschnitten und eröffnete in der Calle de Santa Inés (der heutigen „Calle de Moneda“) auch ein eigenes Atelier. In dieser Zeit betätigte er sich als Karikaturist und veröffentlichte vorwiegend Arbeiten, die gegen die autoritäre Regierung von Porfirio Díaz und die Unterdrückung durch die mexikanische Oberschicht gerichtet waren. Seit Beginn der mexikanischen Revolution bis zu seinem Tod bezog er in seinen Arbeiten Stellung für die Sache der Aufständischen. Posada geriet dennoch zeit seines Lebens in Vergessenheit und starb am 20. Januar 1913 in Armut. Er liegt im sechstklassigen Panteón de Dolores in Mexiko-Stadt begraben. Da sich innerhalb der folgenden sieben Jahre niemand für seine sterblichen Überreste interessierte, wurden sie 1920 exhumiert und in ein Gemeinschaftsgrab gebracht.

## Werk
Der Nachlass Posadas ist sehr vielseitig und umfassend. Zu den sicherlich bekanntesten Werken Posadas zählen seine calaveras oder Skelette, insbesondere „La Catrina“, die er mit beissendem Sarkasmus und schwarzem Humor auf die mexikanische Oberschicht vor der Revolution münzte. Zwar weiß man, dass die Idee der Darstellung von toten Charakteren, die vollkommen lebendig Alltagsaktivitäten nachgehen, schon früher existierte (z. B. bei Manuel Manilla), doch besondere Anerkennung findet vor allem die technische Perfektion der Arbeiten.

## Wirkung
Die Wirkungsgeschichte Posadas steht sinnbildlich für die mexikanische Revolution: Zeit seines Lebens war Posada ein Künstler des Volkes, der von akademischen Künstlern verspottet wurde. Er geriet zum Ende seines Lebens in Vergessenheit und starb in Armut. Erst posthum wurde er wiederentdeckt. Besonders nach der Revolution und in neuerer Zeit hat er mit seinen Werken zur nationalen Identitätsbildung in Mexiko beigetragen.

### Referenzen bei anderen Künstlern
Der mexikanische Maler Diego Rivera gilt als Entdecker Posadas – in seiner Autobiografie nennt er Posada, der den mexikanischen Künstlerkreisen zeitlebens fernstand, seinen „wichtigsten Lehrer“. Das Motiv der Catrina griff Rivera noch 1947 in seinem Wandgemälde „Sonntagsträumerei in der Alameda“ auf.
1920 stellte der französischstämmige Maler Jean Charlot Arbeiten Posadas der „kunstinteressierten“ Öffentlichkeit vor und verhalf Posada wenigstens posthum zu Ehren.
José Clemente Orozco kannte José Guadalupe Posada in seiner Jugend und sagte selbst, dass Posadas Arbeiten einen starken Einfluss auf ihn ausgeübt haben.
Spekuliert wird, ob sich Tim Burton bei der Schaffung seiner animierten Charaktere in The Nightmare Before Christmas und Corpse Bride – Hochzeit mit einer Leiche von La Catrina inspirieren ließ: Die langen Körper, die herrschaftliche Kleidung und die makabere Darstellung deuten darauf hin. Auch verweist The Nightmare Before Christmas auf Halloween, dass einen Tag vor dem mexikanischen Tag der Toten gefeiert wird.

### Wahrnehmung in der Öffentlichkeit
Die Widersprüchlichkeit zwischen Leben und Tod ist tief in der mexikanischen Kultur verwurzelt. Viele Arbeiten Posadas werden in jüngster Zeit mit dem traditionellen Tag der Toten in Mexiko verbunden, insbesondere die Figur „La Catrina“. Die Darstellungen sind heute damit äußerst populär und können als Teil der Identität Mexikos angesehen werden.

## Zitate
- Der Tod ist demokratisch. Am Ende werden sie alle zu Skeletten, ganz gleich ob sie blond oder brünett, arm oder reich waren. (La muerte, es democrática, ya que a fin de cuentas, güera, morena, rica o pobre, toda la gente acaba siendo calavera.)[1]

## Galerie

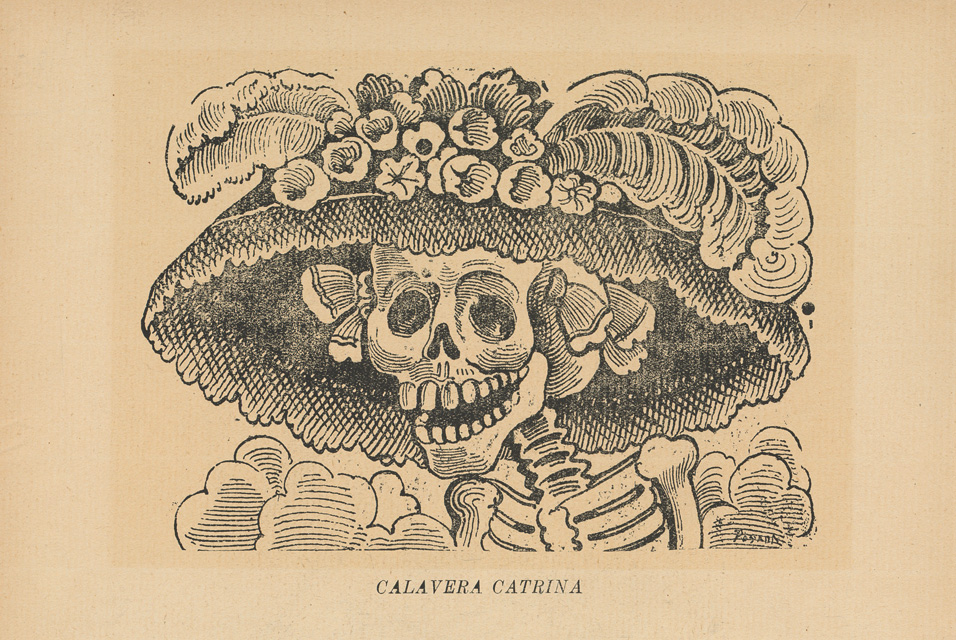
Calavera de la Catrina, 1913
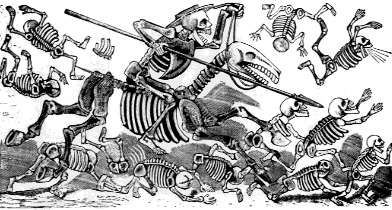
Don Quijote
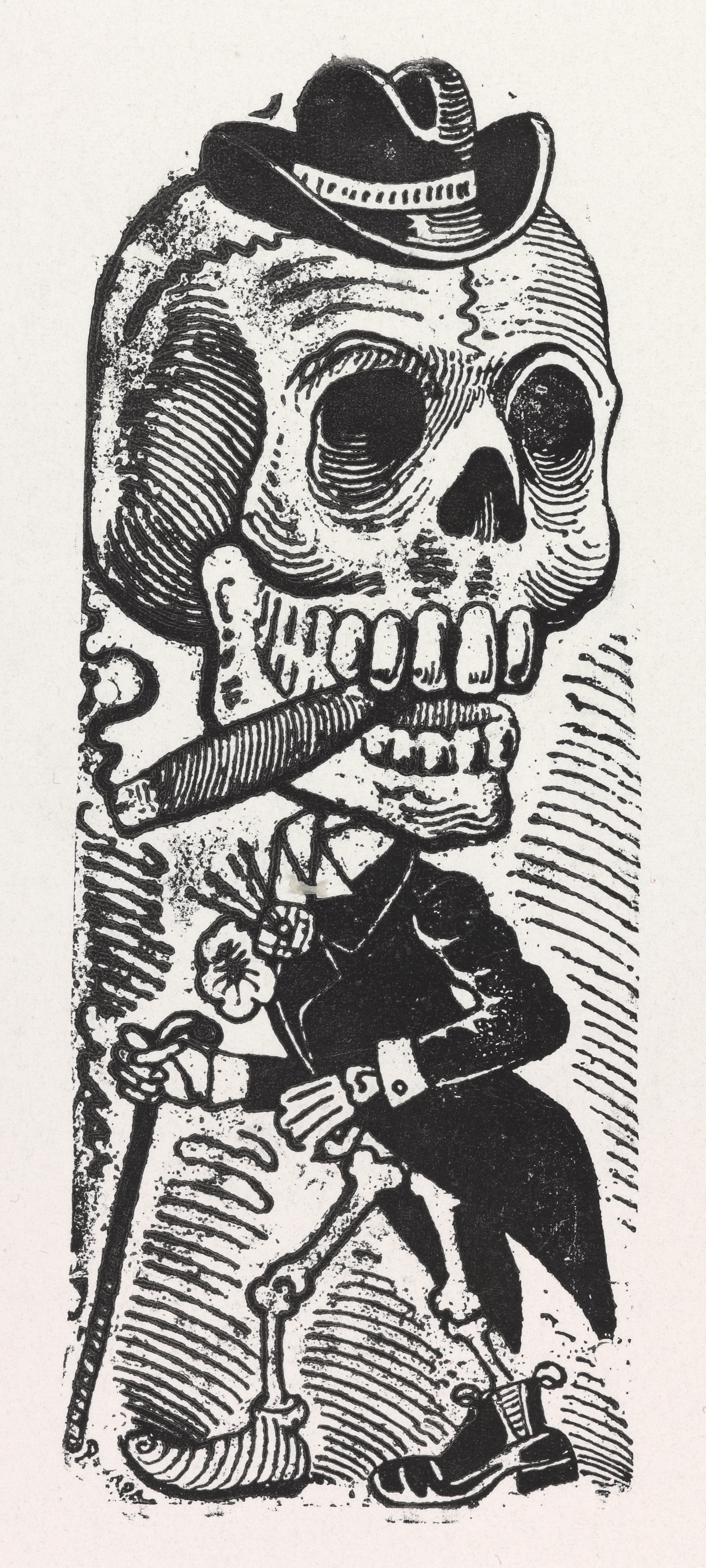
Lagartijo
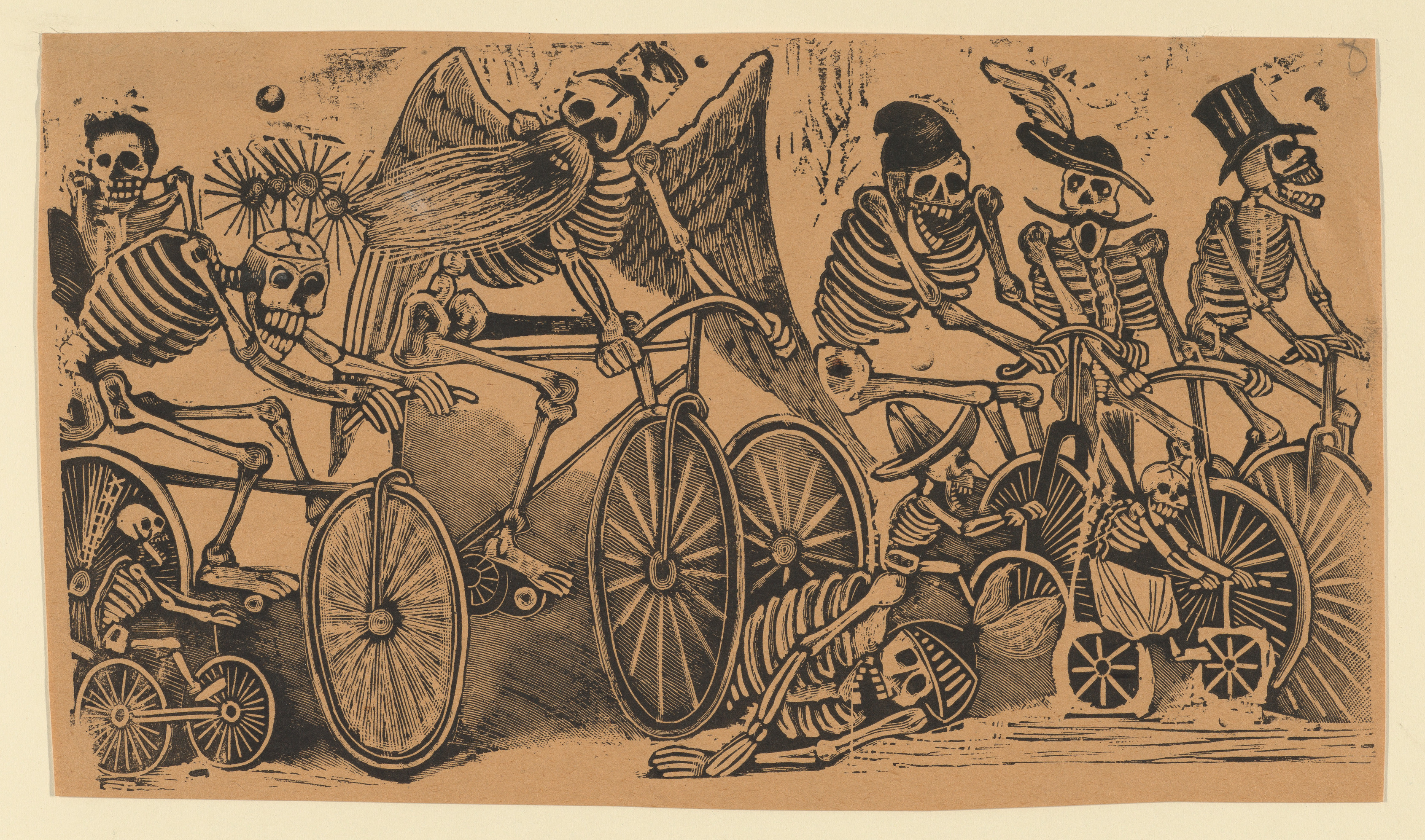
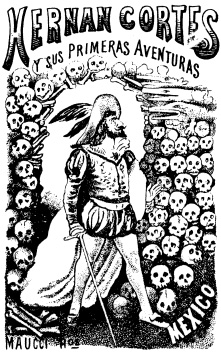
Hernan Cortés y sus primeras aventuras
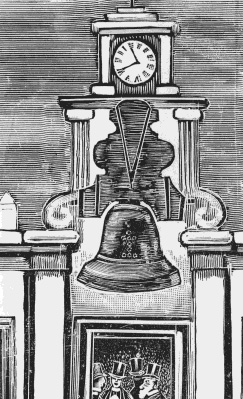
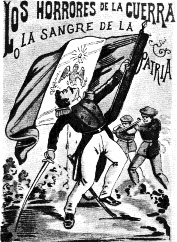
Los horrores de la guerra
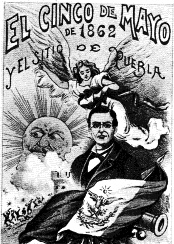
El Cinco de Mayo de 1862
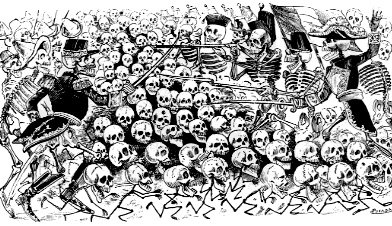
Calaveras del Cinco de Mayo